# 黃蕭養
黃蕭養（？—1450年），原名黄懋松，广州府南海县冲鹤堡潘村人（今广东省顺德勒流鎮），明朝正统年間的廣東民眾起義主要領袖，後在官兵鎮壓中戰死。明廷在鎮壓後為強化管治，而改組南海縣與新會縣部分地域創建順德縣。

## 出身背景
黃蕭養出身佃農，在田地爭端中不慎傷人，被囚後遇上大赦而獲釋，但生計無以為繼而为盐商非法走私，再被官府以盜賊名義入囚準備問斬。在第二次入獄中結識一江西籍前商人，二人相熟謀劃結伴越獄，秘密夾藏利斧於飯桶中。

## 起義事蹟
黄萧养因帮助盐商武装私运，于押船途中遭明军追缉，被押送到广州司监囚禁。在囚中因同监的江西客商怂恿，遂决议越狱造反。正统十四年（1449年）三月八日，黃萧养等人與其他囚犯一同由廣州大牢中越狱出逃，同時間攻破軍器局獲得大量武器裝備，隨即起事并乘船出海并最终逃至南海县潘村。明军以3艘戰船追擊，五月十三日，叛军於赤崗海口成功伏擊追擊的明军。隨著起事壯大民眾響應，黃蕭養由六月開始領眾攻打各縣城。九月，叛军集結船只500余艘和數萬人馬围攻廣東省城廣州。总兵官安乡伯张安率同都指挥佥事王清，领兵5000并战船200艘救援广州。九月十八日，明军遭遇叛军300余艘船只接战，张安此时正“醉卧舟中”，明军被叛军击败，撤至沙角尾后，明军全军溃散，张安溺水而死，王清被叛军生俘，“面缚至城外，使呼城中开门”。当时防守广州的千户钱惠“立城上，戟手骂清又被移他所，呼如前”。钱惠“援弓、射之”。王清结果被杀。叛军起初兵器不足，而“至是得火枪等器，其势遂大。”张安所部明军覆灭，令广州明军局势更加吃紧。叛军据五羊驿，增築昔日南漢離宮故址为行殿，黄萧养自称顺民天王（或顺天王、东阳王），年号东阳，授官一百多人。十一月，叛军造吕公车和云梯等器械攻城，40余日不解，又分兵“转掠乡村”。广东官吏奏报明廷，北京兵部只好敕调广西、江西明军来援。而广西当局也自顾不暇，只好把以前调援广西的广东明军徐瑄部队调回应付。然而徐瑄行动缓慢，有意避战。只有江西方面于十二月正式任命“都督同知董兴充左副总兵官，调遣江西两广官军往广东剿贼。”在叛军围困下的广州先是缺饷，再是缺粮，接着柴也变得紧缺。
次年（1450年），明廷派右佥都御史杨信民会同都督同知董兴率明军镇压。杨信民在危困之中到任，以其往日声望，怀柔招抚。首先“开城门，发仓廪，刻木契(作凭证)给民出入，避贼者悉收保，民若更生。”另外对黄萧养实行劝降。“多方招抚，降者日至。”派人到黄萧养叛军营中约期对话，杨信民轻车出城，“隔濠与语，贼党望见欢曰：果杨公也，争罗拜，有泣下者，贼以大鱼献，信民受之不疑。”此时叛军亦围城久攻不下，而同时肇庆方面叛军吴长能部策应攻打肇庆失败，阵亡1000余人，黄萧养起有投降明军之念。然七天后杨信民“暴卒”，董兴意图全力剿灭叛军。叛军见生路已绝，唯有决心死战。景泰元年（1450年）五月，董兴奏报明廷，“萧养中流矢死，函首诣京师，枭于市，其余伪总兵五府都元帅庆国公曾贡等百余人俱伏诛。”黄萧养被杀代表着围攻广州叛军被董兴部明军彻底击溃，然而其亲族党羽屯聚三山及大良堡等处拒守以抗明军。四月十五，明军进攻三山，叛军船只600余艘接战，明军分兵五哨，旁两哨为左右翼，进抄其后，中三哨直冲叛军船只，生擒8人，杀溺死者甚众，焚船100余艘，吕公车7辆。十六日明军至五斗口及北水堡。十八日明军抵潘村冲鹤金斗。前后遇叛军拒战，明军生擒20余人，斩首300余级，焚船300余艘。由于鹤金斗为黄萧养故乡，故被明军认为“贼巢”所在，董兴实行“三光政策”，残酷镇压，焚烧房屋，挖掘坟墓，使鹤金斗遭到一场浩劫。接着明军部署进攻大良堡，“大良贼徒始与黄萧养倡逆，其地倚山濒海，未易攻下。”明军分兵三哨：一自南海水口攻其前，一自东海水口遏其后、一自西海小水滘截其去路。二十三日，明军乘顺风直下大良。叛军10000余人并船只800余艘，横亘海岸，立栅拒守，两山俱置烟墩隙望，树旗帜，鸣鼓角，以大将军炮、飞枪和神铳等火器拒敌，矢石乱下如雨。明军水陆并进，火器弓弩齐发，先令小股部队登岸拔寨，次破水栅，力战数十合，叛军不能支，明军乘胜追击，生擒8人，斩溺无算，战事至此就结束了。被俘叛军首领为“伪太王”黄大纲，黄萧养之父，以及“伪太子”贰仔，黄萧养之侄。而其余人皆“伪”公、侯、伯，太傅、都督、尚书、都御史等官，皆被“械送京师”，一并处决。

## 部将
- 彭文俊
- 梁升
- 李观奴
- 张嘉积

## 後續
黃蕭養被殺後，起義軍亦有過萬人遭屠殺。不過剩餘起義軍仍頑強對抗官軍，一直堅持到成化年間。

## 地名传说
据传黄萧养率部与官军于今东塱附近激战，奈何寡不敌众，进退维谷，遂三呼“宁死不回”，感天动地，夜间乍现一河滘掩护其人撤退，乡人称此河道曰“大王滘”。后讹作“大黄滘”，清嘉庆年间于河中龟岗岛上设车歪炮台。
又传黄萧养在白鹅潭战斗中中流矢后为两白鹅腾空救起，为纪念其人其事，该段河道命名作“白鹅潭”。
又有传清朝时一渔夫于白鹅潭因逐鱼而误入一洞府，见一鹤发童颜老者敧坐其中，左右有白鹅一双，渔人方欲开口，老者则消失无踪，唯见壁上铭：“九牛浮水面，萧养转回头”，方知老者乃黄萧养。后渔父欲再寻洞府，无果。